# NGC 246
NGC 246 – mgławica planetarna położona w gwiazdozbiorze Wieloryba. Jej odległość od Ziemi szacowana jest według różnych źródeł na 1600, 2100 lub 9200 lat świetlnych. Mgławica została odkryta 27 listopada 1785 roku przez Williama Herschela.

## Nazwa i odkrycie
Mgławica została skatalogowana pod numerem 246 w katalogu New General Catalogue. Obiekt jest także znany jako Mgławica Czaszka, Mgławica Pac-Mana oraz Caldwell 56.

## Charakterystyka

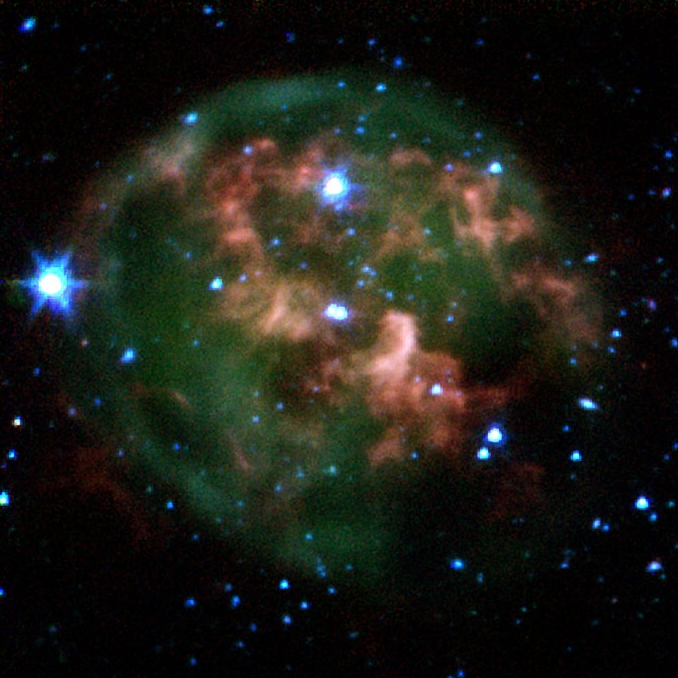
Mgławica NGC 246 w podczerwieni (Spitzer)

Odległość mgławicy od Ziemi nie jest dokładnie ustalona, szacowana jest na 1600, 2100 lub 9200 lat świetlnych. Rozmiary kątowe mgławicy wynoszą 3,8 minut. Wewnątrz mgławicy znajduje się biały karzeł noszący oznaczenie HIP 3678. Zarówno mgławica, jak i gwiazda, z której została ona stworzona zawierają bardzo duże ilości fluoru – około 250 razy więcej niż przeciętnie.
Mgławica Czaszka to pozostałość po starej gwieździe, która odrzuciła warstwy zewnętrzne, pozostawiając odkryte jądro w postaci białego karła. Jest to też pierwsza znana mgławica planetarna powiązana z parą bliskich sobie gwiazd, dodatkowo okrążanych przez trzecią. Druga gwiazda jest słabym czerwonym karłem znajdującym od białego karła w odległości około 500 razy większej niż odległość Ziemia-Słońce. Gwiazdy te obiegają siebie nawzajem, a trzecia zewnętrzna gwiazda okrąża tę parę w odległości około 1900 jednostek astronomicznych. Razem ten układ trzech gwiazd powoduje, że NGC 246 jest pierwszą znaną mgławicą planetarną z hierarchicznym układem potrójnym położonym w centrum mgławicy.